# Látra-Björg
Látra-Björg (Björg Einarsdóttir), född 1716, död 1784, var en isländsk skald. Hennes dikter beskrivs som ironiska och kraftfulla, och skildrar ofta människans kamp mot naturkrafterna. Hon var under sin samtid en berömdhet på Island. 
Ett minnesmärke till Látra-Björg invigdes på hennes födelseort i Stærra-Árskógi av Sigurdur Gudmundsson sommaren 2016. Romanen Bjargræð av Hermann Stefánsson från 2016 fokuserar på Látra-Björg.